# Walter Brennan
Walter Brennan (Swampscott, Massachusetts, 25 de juliol de 1894 − Oxnard, Califòrnia, 21 de setembre de 1974) fou un actor estatunidenc.

## Biografia
Brennan va néixer a Lynn, Massachusetts. Després de romandre al front a Europa durant la Primera Guerra Mundial, l'any 1923 obté el seu primer paper com a extra. Ja en la dècada dels  30 li arriben els seus primers papers importants que el portarien a pertànyer als immortals del cinema. Va guanyar tres vegades l'Oscar al millor actor secundari el 1936 per a Come and Get It, dirigida per Howard Hawks; el 1938 per a Kentucky dirigida per David Butler, i el 1940 per a El foraster dirigida per William Wyler. Va estar nomenat en una altra ocasió, per El sergent York (1942).
Va ser l'etern company de Gary Cooper a gairebé totes les seves pel·lícules. Es va casar amb l'actriu Ruth Wells, matrimoni que duraria fins al final dels seus dies. Els crítics de cinema diuen que la seva gran actuació va ser a la pel·lícula  Rio Bravo  (1959) de Howard Hawks en la que va interpretar un vell esguerrat, company de John Wayne i Dean Martin.

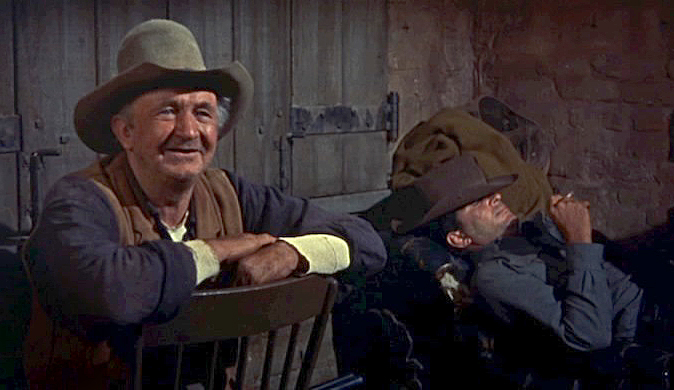
Brennan (esquerra) amb Dean Martin (dreta) a Río Bravo (1959).

Brennan va ser un vell una mica excèntric, professant idees d'extrema dreta. Misantrop i desenganyat malgrat el seu immens èxit, presentant una forta analogia amb els seus personatges cinematogràfics.

## Filmografia
| - 1927: Tearin' Into Trouble de Richard Thorpe - 1927: The Ridin' Rowdy de Richard Thorpe - 1928: The Ballyhoo Buster de Richard Thorpe - 1929: The Lariat Kid de B.Reeves Eason - 1929: One Hysterical Night de William J. Craft - 1929: Shannons of Broadway d'Emmett J. Flynn - 1929: The Long,Long Trail d'Arthur Rosson - 1929: Smilin' Guns de Henry MacRae - 1931: Grief Street de Richard Thorpe - 1931: Honeymoon Lane de William J. Craft - 1931: Is There Justice de Stuart Paton - 1931: Neck and Neck de Richard Thorpe - 1932: Texas Cyclone de D. Ross Lederman - 1932: The Airmail Mystery de Ray Taylor - 1932: Two-fisted Law de D.Ross Lederman - 1932: Miss Pinkerton de Lloyd Bacon - 1932: Speed Madness de George Crone - 1932: Iceman's Ball de Mark Sandrich - 1932: The All-American de Russell Mack - 1933: Man of Action de George Melford - 1933: Parachute Jumper d'Alfred E. Green - 1933: Goldie Gets Along de Malcolm St. Clar - 1933: Silent Man de D.Ross Lederman - 1933: The Phantom of the Air de Ray Taylor - 1933: Strange People de Richard Thorpe - 1933: Sing,Sinner,Sing de Howard Christie - 1933: One Year Later de E.Mason Hopper - 1933: Sensation Hunters de Charles Vidor - 1933: L'home invisible (The Invisible Man) de James Whale - 1934: Paradise Valley de James P. Hogan - 1934: Curtain at Light de E.Mason Hopper - 1934: Uncertain Lady de Karl Freund - 1934: I'll tell the world d'Edward Sedgwick - 1934: Half a Sinner de Kurt Neumann - 1934: Tailspin Tommy de Lew Landers - 1934: There's always tomorrow d'Edward Sloman - 1934: Prescott Kid de David Selman - 1935: Northern Frontier de Sam Newfield - 1935: Le Mystère d'Edwin Drood de Stuart Walker - 1935: Law Beyond the Range de Ford Beebe - 1935: The Wedding Night de King Vidor - 1935: La Fiancée de Frankenstein de James Whale - 1935: Man on the Flying Trapeze de Clyde Bruckman - 1935: Somnis de joventut (Alice Adams) de George Stevens - 1935: Barbary Coast de Howard Hawks - 1936: These Three de William Wyler - 1936: Fury de Fritz Lang - 1936: Come and Get It de Howard Hawks et William Wyler - 1936: Banjo on My Knee de John Cromwell | - 1937: Affairs of Cappy Ricks de Ralph Staub - 1938: The Buccaneer de Cecil B. DeMille - 1938: The Adventures of Tom Sawyer de Norman Taurog - 1938: The Texans de James Patrick Hogan - 1938: The Cow-boy and the Lady de H.C. Potter - 1938: Kentucky de David Butler - 1939: La història de Vernon i Irene Castle (The Story of Vernon and Irene Castle) de Henry C. Potter - 1939: They Shall Have Music d'Archie Mayo - 1939: Stanley and Livingstone de Henry King - 1940: El foraster (The Westerner) de William Wyler - 1940: El pas del nord-oest (Northwest Passage) de King Vidor - 1941: L'home del carrer de Frank Capra - 1941: El sergent York (Sergeant York) de Howard Hawks - 1941: Swamp Water de Jean Renoir - 1941: Rise and Shine d'Allan Dwan - 1942: L'orgull dels ianquis (The Pride of the Yankees) de Sam Wood - 1942: Stand by for Action de Robert Z. Leonard - 1943: Slightly dangerous de Wesley Ruggles - 1943: The North Star de Lewis Milestone - 1944: Home in Indiana de Henry Hathaway - 1944: Tenir-ne o no de Howard Hawks - 1944: La princesa i el pirata (The Princess and the Pirate) de David Butler - 1945: Dakota de Joseph Kane - 1946: A Stolen Life de Curtis Bernhardt - 1946: Centennial Summer d'Otto Preminger - 1946: My darling clementine de John Ford - 1948: Scudda Hoo! Scudda Hay! - 1948: Sang a la lluna (Blood on the Moon) de Robert Wise - 1948: Riu Vermell de Howard Hawks - 1949: Task Force de Delmer Daves - 1950: A Ticket to Tomahawk de Richard Sale - 1950: Surrender d'Allan Dwan - 1951: Camí de la forca (Along the Great Divide) de Raoul Walsh - 1952: Return of the Texan de Delmer Daves - 1954: The Far Country, d'Anthony Mann - 1955: Conspiració de silenci (Bad Day at Black Rock) de John Sturges - 1956: Terra de violència (The Proud Ones) de Robert D. Webb - 1956: Glory de David Butler - 1957: The Way of the Gold de Robert D. Webb - 1957: Tammy and the Bachelor de Joseph Pevney - 1957: God is my partner de William F. Claxton - 1959: Rio Bravo de Howard Hawks - 1962: La conquesta de l'Oest (How The West Was Won) de John Ford i Henry Hathaway - 1965: Those Calloways de Norman Tokar - 1966: The Oscar de Russell Rouse - 1967: The Gnome-Mobile de Robert Stevenson - 1967: Who's Minding the Mint de Howard Morris - 1968: The One and Only,Genuine,Original Family Band de Michael O'Herlihy - 1969: Support Your Local Sheriff ! de Burt Kennedy |